# 쇼와정
쇼와정(일본어: 昭和町)은 일본 야마나시현 중앙부에 있는 나카코마군의 정이다.

## 지리
고후 분지 중앙부에 위치하고 일찍이 후지강(가마나시강)의 범람원에 있는 평탄지였다. 후에후키강 지류의 하천도 흐르고 근세 이후에는 곡창지대이자 고후의 수원이 되었다.

## 역사
- 1874년 - 사이조촌, 오시하라촌, 조에키촌이 성립하였다.
- 1942년 - 사이조촌, 오시하라촌, 조에키촌이 합병해 쇼와촌이 되었다.
- 1971년 - 쇼와촌이 정으로 승격해 쇼와정이 되었다.

## 인구
| 연도 | 인구   | ±%     |
| ---- | ------ | ------ |
| 1940 | 4,200  | —      |
| 1950 | 5,538  | +31.9% |
| 1960 | 5,011  | −9.5%  |
| 1970 | 5,662  | +13.0% |
| 1980 | 8,751  | +54.6% |
| 1990 | 12,548 | +43.4% |
| 2000 | 15,937 | +27.0% |
| 2010 | 17,646 | +10.7% |

## 교통

### 철도
- 도카이 여객철도 미노부선

### 도로
- 주오 자동차도